# Hydrophorus trichaspis
Hydrophorus trichaspis är en tvåvingeart som beskrevs av Hurley 1985. Hydrophorus trichaspis ingår i släktet Hydrophorus och familjen styltflugor. Inga underarter finns listade i Catalogue of Life.